# Anthony Mosse
Anthony Robin LeClerc Mosse, MBE (* 29. Oktober 1964 in Hongkong) ist ein ehemaliger neuseeländischer Schwimmer.

## Biografie
Anthony Mosse nahm im Alter von 17 Jahren 1982 erstmals an den Commonwealth Games teil. Bei der Universiade 1983 gewann Mosse Bronze über 200 Meter Schmetterling und wurde Fünfter über 100 Meter Schmetterling. Bei seiner Olympiapremiere in Los Angeles 1984 erreichte er in beiden Schmetterlingswettkämpfen das Finale.
Es folgten eine Silbermedaille über 200 Meter Schmetterling bei der Universiade 1985 sowie eine Gold- und eine Silbermedaille bei den Commonwealth Games 1986 in Edinburgh. Zudem konnte Mosse bei den Weltmeisterschaften 1986 in Madrid Silber über 200 Meter Schmetterling gewinnen. Erneut Universiade-Gold gewann der Neuseeländer 1987 über 200 Meter Schmetterling. Außerdem schwamm er über 100 Meter Schmetterling zu Silber.
Bei den Olympischen Sommerspielen 1988 in Seoul ging Mosse erneut an den Start. Im Wettkampf über 200 Meter Schmetterling schwamm Mosse zu Bronze und im Wettkampf über 100 Meter Schmetterling belegte er den zehnten Platz.
Zum Abschluss seiner Karriere konnte Mosse bei den Commonwealth Games 1990 in Auckland mit einer weiteren Gold- und einer Bronzemedaille seine Karriere abrunden.
1989 schloss Mosse sein Bachelor-Studium an Stanford University ab und absolvierte später an selbiger den Master of Business Administration. Mosse ist mit einer US-Amerikanerin verheiratet und hat zwei Kinder. Mosse ist nun als Bankkaufmann in San Francisco tätig und kommentierte für Television New Zealand die Schwimmwettkämpfe bei den Olympischen Sommerspielen 2008.
1990 wurde Mosse wegen seiner Leistungen zum Member of the Order of the British Empire ernannt.